# Gustav Friedrich Großmann
Gustav Friedrich Wilhelm Großman (Berlin, 1746. november 30. – Hannover, 1796. május 20.) német színész és színműíró.

## Pályafutása
Porosz követségi titkár volt Danzigban, később mint magánzó élt Berlinben, ahol Lessinggel megismerkedett. Fogadásból három nap alatt megírta Die Feuersbrunst című vígjátékát, mely nagy színpadi sikert aratott, a nyolc nap alatt kidolgozott Wilhelmine von Blondheim című tragédiája még zajosabb fogadtatásban részesült. 1774-ben, Gothán való átutazása alkalmával, a Seyler színtársaság kérelmére a Minna von Barnhelmben Riccaut de la Marliniere szerepét játszotta, amikor oly rendkívüli tetszést aratott, hogy azontúl a színészetnek szentelte életét. 1778-ban a bonni színház vezetését vette át, 1784-ben egy új társasággal Németország több városában, utoljára Hannoverben játszott, amikor a francia forradalom eseményei őt a színpadon olyan szabadelvű nyilatkozatokra ragadták, hogy a kormány 6 hónapra bezáratta és további föllépését megtiltotta. Darabjai közül nagyobb sikert arattak még: Nicht mehr als sechs Schüsseln (1780) című családi életképe és Adelheid von Veltheim (1780), valamint Henriette (1777) című vígjátékai. Neje Carolina Sophia Augusta Flittner, született Hartmann, Gotha, 1752. december 25., férjével az igazgatói teendőket vezette, rövid ideig mint színésznő is szerepelt. Meghalt 1784. március 28-án. Első férjétől, Flittnertől leánya született, aki később Friederike Bethmann néven nagy színpadi sikert aratott.